# Jiří Vilém Neunhertz
Jiří Vilém Neunhertz (také Georg Wilhelm Josef Neunhertz nebo Neunherz, křtěn Vratislav; 11. května 1689 Vratislav – 24. května 1749 Praha) byl česko-německý malíř chrámových obrazů, fresek, portrétista, kreslíř a rytec doby vrcholného a pozdního baroka, vnuk malíře Michaela Leopolda Willmanna a synovec Jana Kryštofa Lišky.

## Životopis
Neunhertz se narodil ve Vratislavi v dolním Slezsku v rodině malíře Christiana Neunhertze, který zemřel dva měsíce po synově narození, a Maria Magdalény, rozené Willmannové, dcery malíře Michaela Leopolda Willmanna. K němu Jiří nastoupil do učení, po jeho smrti v roce 1706 se jeho druhým učitelem stal strýc Jan Kryštof Liška. Po Liškově smrti v roce 1712 pokračoval s malbou na nedokončených zakázkách bývalé Willmannovy dílny v klášteře v Lubuši. V roce 1724 se přestěhoval za významnými zakázkami do Prahy, kde získal městské právo, oženil se a vstoupil do staroměstského cechu malířů. Pracoval zejména pro premonstráty v bazilice Nanebevzetí Panny Marie na Strahově. Z Prahy v letech 1728–1738 odjel do Slezska za zakázkami, především tam vytvořil cyklus fresek pro klášter benediktinů v Křešově.

## Dílo
Jeho malba vyniká smyslem pro bohatství barevných valérů, kompozicí i harmonickými tvary postav v mnohafigurových scénách. Kromě chrámových prací se dochovaly také jeho vynikající portréty, kresby a ocelorytiny světských námětů. Od 40. let se jeho paleta prosvětlila do rokokové barevnosti a do té doby robustní postavy zeštíhlely. Jeho práce byly stejně významné jako Reinerovy, ale bývají neprávem přehlíženy.
Malby:

Cyklus fresek ze života sv. Norberta, bazilika na Strahově

- portréty a oltářní obrazy pro hraběte Jana Šporka, Kuks (1725),
- oltářní obraz Disputace sv. Kateřiny (1727), kostel Panny Marie Sněžné v Praze (1727),
- fresky v klášteře benediktinů a v mauzoleu Piastovců v Křešově,
- fresky v klášteře v Jemielnici,
- fresky v klášterním kostele benediktinů v Lubomierzi,
- oltářní obraz ve farním kostele sv. Ondřeje ve Slezské Středě,
- freska ve farním kostele Nanebevzetí Panny Marie, Boleslawiec (1736),
- fresky v knihovně kláštera augustiniánů, Zaháň (1736),
- Mariánský a Svatonorbertský cyklus fresek v bazilice Nanebevzetí Panny Marie na Strahově (1743–1744),
- Nejsv. Trojice a P. Maria; zámecká kaple v Kolodějích nad Lužnicí (1744),
- Zvěstování Zachariášovi, sakristie kostela sv. Markéty v Břevnově (1746).

Kresby:
- Sv. Juda Tadeáš u krále Abgara (1725) NG Praha,
- Sv. Bonaventura a sv. Tomáš Akvinský (1731) NG Praha.[2]